# Bernardo Soto Alfaro

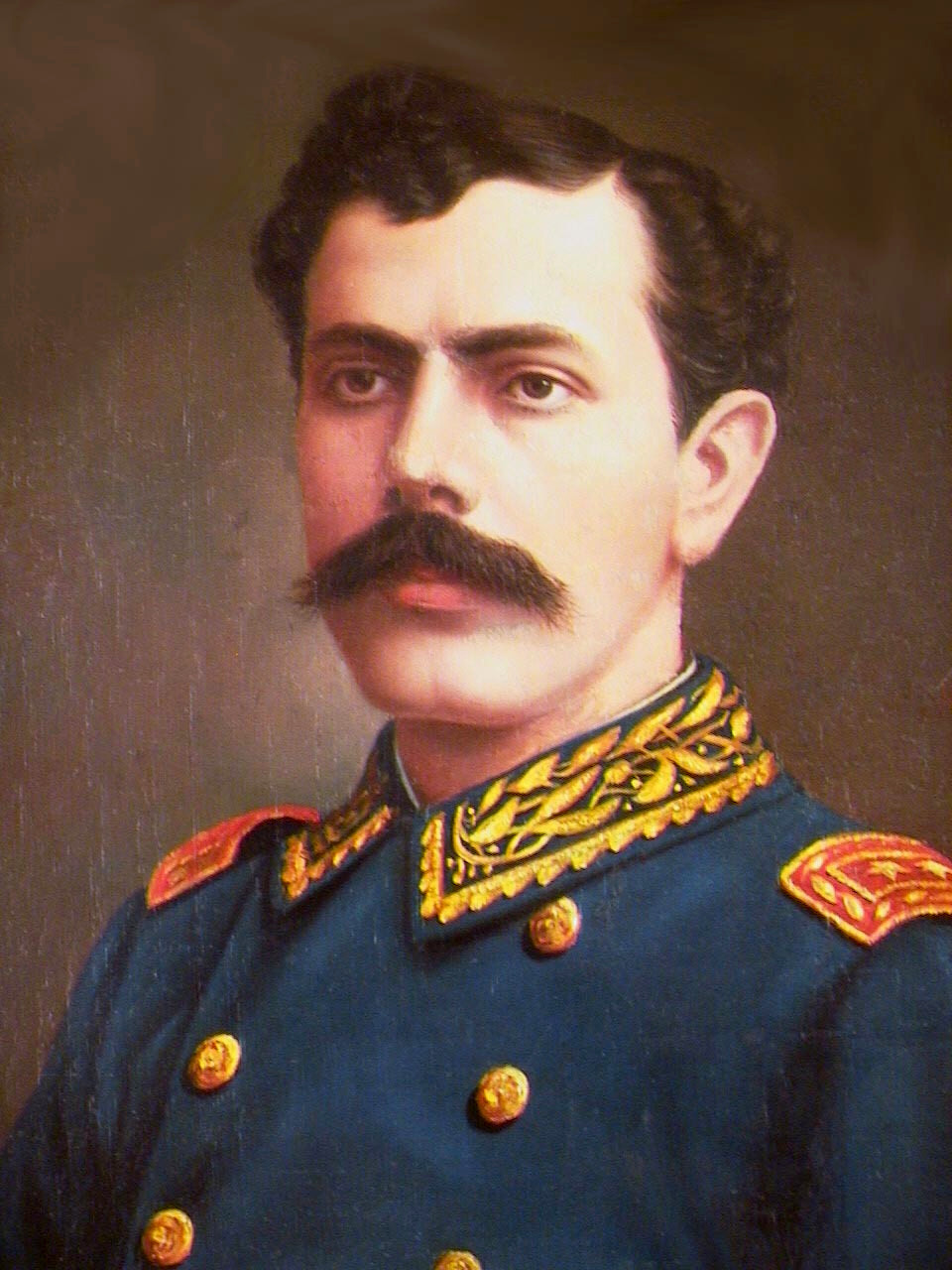
Bernardo Soto Alfaro

Ramón Bernardo Soto Alfaro  (* 12. Februar 1854 in Alajuela; † 28. Januar 1931 in San José) war vom 12. März 1885 bis zum 7. November 1889 Präsident von Costa Rica.

## Leben

### Herkunft und frühe Laufbahn
Alfaros Eltern waren Joaquina Alfaro Muñoz und General Apolinar de Jesús Soto Quesada. Er stammte aus einer reichen Familie, die viele einflussreiche Verwandte in zentralamerikanischen Regierungen hatte, wie zum Beispiel seinen Cousin Marco Aurelio Soto, den späteren Präsidenten von Honduras. Er besuchte die Grundschule in Alajuela und ein Gymnasium in San José, wo er 1871 ein Bachillerato der Wissenschaften und Künste ablegte. 1877 wurde er Licenciado der Rechtswissenschaft an der Universidad de Santo Tomás. Zur Zeit seines Studiums 1875 weigerte er sich, vor dem Diktator Tomás Guardia Gutiérrez den Hut zu ziehen, und wurde in San Carlos inhaftiert.
Soto Alfaros wurde Mitglied der Partido Liberal und war ab 1874 als Cincinato in einer Freimaurerloge. Er war ein Mitglied der Kohorte Generación del Olimpo, zu der auch die Präsidenten Carlos Durán, Asención Esquivel, Ricardo Jiménez und Cleto González Víquez gezählt werden.
Bernardo Soto Alfaro heiratete am 19. April 1885 Pacífica Fernández Guardia, die Tochter von Juan Primitivo Próspero Fernández Oreamuno. Ihr Sohn war der 1886 geborene Maximiliano Soto Fernández, dieser heiratete später Vera Field Hine.

### Gouverneur von Alajuela
1881 wurde Soto zum Gouverneur von Alajuela ernannt. Wenige Monate später trat er von diesem Amt zurück, um eine Reise nach Europa zu machen. Nach seiner Rückkehr 1882 ernannte ihn auch Saturnino Lizado Gutiérrez am 9. Mai 1882 zum Gouverneur von Alajuela. Auf Alajuela konzentrierte sich das politische Interesse, da der Diktator Tomás Guardia Gutiérrez krankheitsbedingt von seinem Haus hier herrschte. Guardia starb am 6. Juli 1882, und Bernardo Soto hatte eine wichtige Funktion bei den Bestattungsfeierlichkeiten des Diktators.
Der Präsident ab 10. August 1882 Juan Primitivo Próspero Fernández Oreamuno war der Schwiegervater von Bernardo Soto. Fernández ernannte seinen Schwiegersohn Bernardo Soto mit Amtsantritt zum Regierungs- und Bildungsminister
Im Oktober 1882 wurde das Regierungskabinett umgebildet und Bernardo Soto wurde Minister für Finanzen, Handel und Bildung sowie Stellvertreter des Präsidenten, in dieser Funktion löste er den zurückgetretenen Luis Diego Sáenz Carazo ab.
Im Januar 1884 wurde das Regierungskabinett erneut umgebildet, wodurch Bernardo Soto zu seinen bisherigen Ministerien auch die für Krieg, Marine, Regierung und Politik hinzu bekam. Mit dieser Ämterhäufung wurde er zum Brigadegeneral befördert. Den Ministerien für Äußeres, öffentliche Bildung, Justiz, Kultur, Wohlfahrt stand José María Castro Madriz vor.
Bernardo Soto wird eine wichtige Rolle bei der Elektrifizierung der Straßenbeleuchtung von San José 1884 zugeschrieben.

### Contrato Soto-Keith
Bernardo Soto unterzeichnete 1884 den Contrato Soto-Keith, einen Vertrag im Rahmen eines Vergleichs, in welchem der Eisenbahnbaugesellschaft von Minor Keith 800.000 Hektar durch die Eisenbahn erschlossenes Land in der Zona Atlántico steuerfrei übereignet, eine Konzession zum Betrieb der Eisenbahn für 99 Jahre, für die Zusicherung der Fertigstellung der Eisenbahnstrecke San José – Puerto Limón und eine Neuverhandlung der daraus entstandenen Schulden der Regierung bei britischen Banken vereinbart wurde.

### Contrato Soto-Ortuño
Der Contrato Soto-Ortuño wurde am 21. Oktober 1884 von Finanzminister Soto und Gaspar Ortuño, dem Leiter der Banco de la Unión unterzeichnet. Die Banco de la Unión durfte bis zum doppelten Wert ihrer Einlagen Geldschöpfen. Die Banco de la Unión gab der Regierung dafür einen dauerhaftes Darlehen  von einer viertel Million USD, darüber
hinaus musste sie von der Regierung ausgestellte Wechsel einlösen. Am 17. November 1890 änderte die Bank ihren Namen in Banco de Costa Rica und behielt das exklusive Recht der Geldschöpfung bis 1900.

### Leyes Liberales
Beteiligt war Soto auch an der Redaktion des Privatrechtes und bei den liberalen Gesetzen von 1884, in welchen die Immobilien der Friedhöfe der katholischen Kirche entschädigungslos enteignet und religiöse Gemeinschaften verboten wurden. Im Zuge dieser Maßnahmen wurde der Bischof von Costa Rica, Bernardo Augusto Thiel, ausgewiesen und das Concordato Lorenzana-Antonelli, welches 1852 vom Botschafter der Regierung Costa Ricas beim Heiligen Stuhl, Fernando de Lorenzana y Sánchez, und dem Marqués de Belmonte abgeschlossen worden war, annulliert.

### Präsidentschaft 1885–1886
Am 12. März 1885 starb Juan Primitivo Próspero Fernández Oreamuno, und Soto wurde geschäftsführender Präsident.
Die Regierung Costa Ricas hatte sich mit den Regierungen von Adán Cárdenas und Francisco Menéndez Valdivieso gegen die Regierungen von Justo Rufino Barrios Auyón und Luis Bográn Barahona verbündet.
Da Barrios eine zentralamerikanische wirtschaftliche Integration militärisch durchsetzen wollte.
Soto bereitete eine Mobilmachung vor. Barrios wurde in einer Schlacht am 2. April 1885 getötet, bevor die nach Costa Rica entsandten Truppen in Gefechte verwickelt wurden. Angesichts der Kriegsgefahr war am 5. April 1885 das Cruz Roja Costarricense gegründet worden. Am 29. April 1885 gründeten die Minister Carlos Durán Cartín und Mauro Fernández Acuña das Hospicio Nacional de Locos. Zur Finanzierung des Baus und des Unterhaltes wurde der Junta de Caridad del Hospital San Juan de Dios am 10. Mai 1885 eine Konzession für eine Lotería Nacional gegeben.
Im Mai 1885 wurde Soto zum Divisionsgeneral befördert.
1886 wurden die Statuten des Hospicio de Huérfanos, das 1869 mit einer Spende von Gerónima Fernández Chacón de Montealegre, der Frau von Mariano Montealegre Bustamante, errichtet worden war, ratifiziert.
In dieser Regierungszeit wurde das metrische System gesetzlich eingeführt. 1885 wurde die Dirección General de Telégrafos gegründet.
Die Escuela Normal zur Ausbildung von Lehrern wurde gegründet.
1886 wurde ein Ley general de Educación Común, ein Lehrplan vom Secretario de Instrucción Pública, Minister für öffentliche Bildung, Mauro Fernández Acuña, dekretiert.
Bernardo Soto kandidierte für die Amtszeit 1886 bis 1890. Er nutzte die ihm als Leiter der Exekutive gegebene Macht, um eine Kandidatur von einem politischen Onkel seiner Frau, dem General Víctor Guardia Gutiérrez, den Bruder von Tomás Guardia Gutiérrez zu unterbinden, blieb so einziger Kandidat und wurde Anfang April 1886 gewählt.

### Präsidentschaft 1886–1890
1888 wurde ein Zivilrecht mit Zivilehe und eine Zivilprozessordnung rechtskräftig.
Finanzminister war Manuel Aragón Quesada (1844–1921).
Sein Minister für öffentliche Erziehung war wieder Mauro Fernández Acuña, dieser schloss 1888 die katholische Universidad de Santo Tomás womit Costa Rica keine Universität mehr hatte.
1887 eröffnete Fernández das Instituto de Alajuela das Liceo de Costa Rica und 1888 das Colegio Superior de Señoritas. Ebenfalls 1887 wurde der Parque Morazán angelegt und das Museo Nacional gebaut. 1888 folgte die Biblioteca Nacional, das Instituto Metereológico Nacional, 1889 das Instituto Físico-Geográfico und die Dirección General de Aduanas gegründet.
Außenpolitisch wurde mit der Regierung Evaristo Carazo Aranda der Convención Esquivel-Román, in welchem ein Schiedsspruch über eine Kontroverse über die Gültigkeit des Tratado Cañas-Jerez zum Grenzverlauf mit Nicaragua vereinbart wurde, geschlossen. Grover Cleveland sprach am 21. März 1887 einen Schiedsspruch den Laudo Cleveland.
Als Stellvertreter von Bernardo Soto fungierte sein Vater Apolinar de Jesús Soto Quesada, welcher auch wiederholt als Minister für Krieg und Marine firmierte.
Bei den Präsidentschaftswahlen für die Amtszeit 1890–1894 kandidierte Ascensión Esquivel Ibarra, der zweite Stellvertreter von Soto und José Rodríguez Zeledón. Bernardo Soto übertrug Ascensión Esquivel Ibarra vom 1. Mai bis 10. August 1889 die Amtsgeschäfte. Bei den Wahlen im November 1889 erhielt José Rodríguez Zeledón eine unbestrittene Mehrheit.
Vor der Aussicht auf einen Bürgerkrieg gab Soto, in der von ihm gewohnten Weise, die Präsidentschaft am 7. November 1889 an seinen dritten Stellvertreter Carlos Durán Cartín ab.
1905 kandidierte Bernardo Soto für die Präsidentschaft, trat nach dem ersten Wahlgang von der Kandidatur zurück und gab mit einem weiteren Kandidaten Máximo Fernández Alvarado eine Wahlempfehlung für Tobías Zúñiga Castro, einen Minister in seinem Regierungskabinett.
1905 war Ascensión Esquivel Ibarra Präsident. Er unterstützte die Kandidatur von Cleto González Víquez dem Mitglied der Staatspartei, ebenfalls Minister im Regierungskabinett von Soto. Ascensión Esquivel Ibarra ließ vor dem zweiten Wahlgang Zúñiga, Fernández und Soto aus Costa Rica ausweisen. Sie durften wieder einreisen, nachdem Cleto González Víquez zum Präsidenten gewählt war.
1917 wurde eine Verfassung von einer Kommission aus ehemaligen Präsidenten ausgearbeitet, zu der auch Soto gehörte. Diese Verfassung war in der zweiten Amtszeit von Federico Tinoco Granados (1917–1919) in Kraft, war aber wenig effektiv.